# جان فیلیپس مارکوند
جان فیلیپس مارکوند (به انگلیسی: John Phillips Marquand) (زاده ۲۶ اوت ۱۹۰۳ - درگذشته) رمان‌نویس آمریکایی بود که برنده جایزه پولیتزر برای داستان در سال ۱۹۳۸ شد.